# Rosières (Ardèche)
Rosières  ist eine französische Gemeinde mit 1307 Einwohnern (Stand 1. Januar 2022), die im Département Ardèche und in der Region Auvergne-Rhône-Alpes liegt. Sie gehört zum Arrondissement Largentière und zum Kanton Les Cévennes Ardéchoises.

## Geographie
Rosières liegt am linken Ufer der Beaume. Die Fernstraße zwischen Aubenas und Alès verläuft durch den Ort.

## Bevölkerungsentwicklung

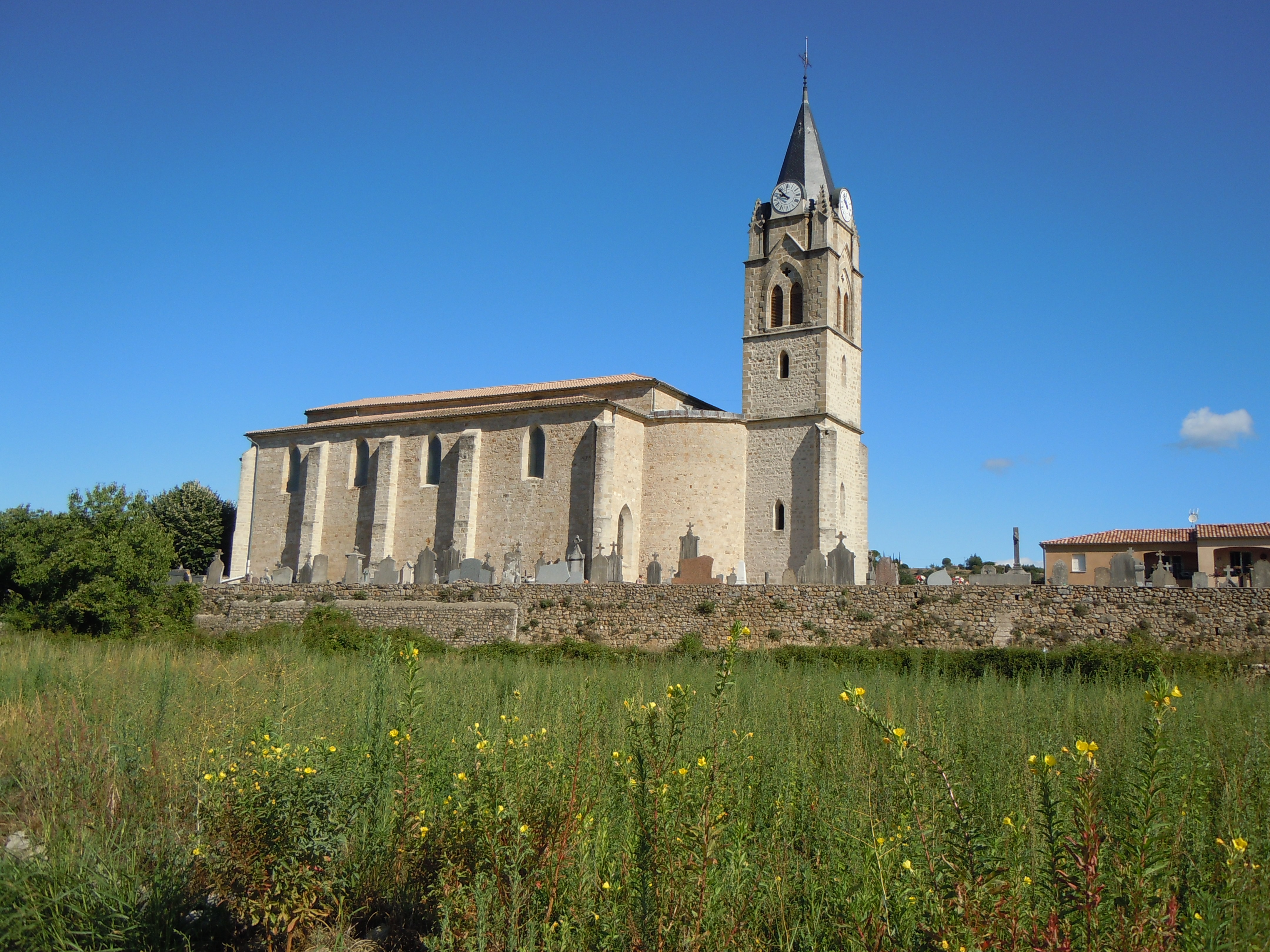
Kirche Notre-Dame

| Jahr                       | 1962 | 1968 | 1975 | 1982 | 1990 | 1999 | 2006 | 2016 |
| Einwohner                  | 834  | 786  | 804  | 831  | 911  | 993  | 1042 | 1188 |
| Quellen: Cassini und INSEE |      |      |      |      |      |      |      |      |

## Sehenswürdigkeiten
- Kirche Notre-Dame
- Kirche St-Joseph im Ortsteil Balbiac